# Hail, Hail
«Hail, Hail» — песня американской рок-группы Pearl Jam из альбома No Code.

## История записи
Текст песни «Hail, Hail» написаны вокалистом Эдди Веддером, а музыка написана в соавторстве с гитаристом Стоуном Госсардом, басистом Джеффом Аментом и гитаристом Майком Маккриди. Госсард сказал: «Люди говорят, что No Code не был похож на рок-пластинку. Большой комментарий, который вы услышите снова и снова, это „экспериментальная запись“. Но потом вы слышите „Habit“, „Hail, Hail“ и „Lukin“, и эти песни —настоящий рок».

## Значение
В тексте песни «Hail, Hail» говорится о двух людях, находящихся в сложных отношениях и пытающихся сохранить их вместе.

## Выпуск и критические отзывы
«Hail, Hail» был выпущен в октябре 1996 года в качестве второго сингла с четвёртого студийного альбома группы No Code (1996). Песня была включена в сборник лучших хитов rearviewmirror (Greatest Hits 1991–2003).
«Hail, Hail» был эксклюзивом для Австралии, Канады, Японии и Европы. Песня была выпущена в качестве сингла в 1996 году с ранее не издававшейся стороной Б «Black, Red, Yellow», альтернативную версию которой можно найти на альбоме-компиляции Lost Dogs (2003). Песня «Black, Red, Yellow» — это дань уважения баскетболисту Деннису Родману.
Дэвид Фрик из Rolling Stone сказал: «В „Hail, Hail“ Веддер заявляет с отточенным голосом, демонстрируя силу и прочность искренности чувств против стаккато гитар Госсарда и Майка Маккриди и настойчивой, решительной игры на барабанах Айронса».
Райан Шрайбер из Pitchfork Media назвал песню «захватывающей, типичной песней Pearl Jam».

## Концертные выступления
Песня «Hail, Hail» была впервые исполнена вживую на концерте группы в клубе The Showbox 14 сентября 1996 года в Сиэтле, штат Вашингтон. Группа исполнила эту песню во время выступления на Позднем шоу с Дэвидом Леттерманом в сентябре 1996 года в поддержку альбома No Code. Живое исполнение «Hail, Hail» можно найти на концертном альбоме Live on Two Legs, различных официальных бутлегах и бокс-сет Live at the Gorge 05/06.

## Чарты
| Чарт (1996)                         | Высшая позиция |
| ----------------------------------- | -------------- |
| Australia (ARIA Charts)             | 31             |
| Canada Alternative 30 (RPM)         | 2              |
| Netherlands (Dutch Single Tip)      | 13             |
| Poland (LP3)                        | 22             |
| US Billboard Hot 100 Airplay        | 69             |
| США (Billboard Alternative Airplay) | 9              |
| США (Billboard Mainstream Rock)     | 9              |

## Примечание
1. ↑  Pearl Jam - No Code. Дата обращения: 16 февраля 2022. Архивировано 16 февраля 2022 года.
2. ↑  Pearl Jam's Best Album: No Code (амер. англ.). Aphoristic Album Reviews. Дата обращения: 16 февраля 2022. Архивировано 16 февраля 2022 года.
3. ↑  Pareles, Jon (25 августа 1996). Pearl Jam Is Tired of the Pearl Jam Sound. The New York Times. Архивировано 16 февраля 2022. Дата обращения: 16 февраля 2022.
4. ↑  Pearl Jam - Rearviewmirror (Greatest Hits 1991-2003). Дата обращения: 16 февраля 2022. Архивировано 16 февраля 2022 года.
5. ↑  Pearl Jam - Hail, Hail. Дата обращения: 16 февраля 2022. Архивировано 16 февраля 2022 года.
6. ↑  Pearl Jam - Lost Dogs. Дата обращения: 16 февраля 2022. Архивировано 17 февраля 2022 года.
7. ↑  Jon Blistein, Jon Blistein. Watch Dennis Rodman Cradle Eddie Vedder During Chicago Show (амер. англ.). Rolling Stone (23 августа 2016). Дата обращения: 16 февраля 2022. Архивировано 31 декабря 2021 года.
8. ↑  Rolling Stone : Pearl Jam: No Code : Music Reviews. web.archive.org (14 декабря 2006). Дата обращения: 16 февраля 2022. Архивировано из оригинала 15 октября 2007 года.
9. ↑  Pearl Jam: No Code: Pitchfork Review. web.archive.org (5 марта 2001). Дата обращения: 16 февраля 2022. Архивировано 5 марта 2001 года.
10. ↑  Pearl Jam Setlist at Showbox Comedy and Supper Club, Seattle (англ.). setlist.fm. Дата обращения: 16 февраля 2022. Архивировано 16 февраля 2022 года.
11. ↑  Pearl Jam Setlist at Late Show With David Letterman, New York (англ.). setlist.fm. Дата обращения: 16 февраля 2022. Архивировано 16 февраля 2022 года.
12. ↑  Pearl Jam - Live On Two Legs. Дата обращения: 16 февраля 2022. Архивировано 16 февраля 2022 года.
13. ↑  Pearl Jam - Live At The Gorge 05/06. Дата обращения: 16 февраля 2022. Архивировано 16 февраля 2022 года.
14. ↑  PEARL JAM - HAIL, HAIL (SINGLE) (74331). Australian-charts.com. Дата обращения: 29 апреля 2007. Архивировано 14 октября 2007 года.
15. ↑  Canadian Rock/Alternative Top 30 – "Hail, Hail". RPM. Архивировано из оригинала 4 марта 2009. Дата обращения: 7 марта 2007.
16. ↑  PEARL JAM - HAIL, HAIL (неопр.). dutchcharts.nl. Дата обращения: 25 июля 2021. Архивировано 25 июля 2021 года.
17. ↑  Polish Singles Chart |. Дата обращения: 16 февраля 2022. Архивировано из оригинала 4 ноября 2019 года.
18. ↑  Billboard.com / Pearl Jam / Longplay. Billboard. Архивировано из оригинала Декабрь 16, 2008. Дата обращения: Февраль 19, 2008.
19. ↑   "Pearl Jam Chart History (Alternative Airplay)". Billboard.  Дата обращения: 7 августа 2017.
20. ↑   "Pearl Jam Chart History (Mainstream Rock)". Billboard.  Дата обращения: 7 августа 2017.